# Botch
Botch est un groupe de metalcore et mathcore américain, originaire de Tacoma, dans l'État de Washington. Il est formé en 1993 et séparé en 2002. Le groupe compte deux albums studio et une série de plus petites productions parmi lesquelles de nombreux singles et EPs. Certains membres de Botch firent aussi partie, entre autres, de formations telles que Roy, Minus the Bear ou These Arms are Snakes.

## Biographie
Le bassiste Brian Cook, le guitariste Dave Knudson, le batteur Tim Latona et le chanteur Dave Verellen forment Botch en 1993 alors qu'ils sont encore lycéens. Tim Latona, à cette période batteur pour un groupe de jazz, fait la rencontre de Dave Knudson à la cafétéria du lycée lui demandant s'il accepterait de se lancer dans un groupe de rock. D'après Knudson, « On avait genre 16 ou 17 ans. J'ai amené mon ampli chez Tim, et on a fini par jouer des reprises de Helmet pendant plusieurs heures. » Les premières chansons écrites par Botch sont décrites par Knudson comme « l'une des pires musiques qu'on pourrait entendre dans une vie », qu'il attribue aux différents goûts musicaux des membres et à un manque d'expérience dans la composition. Certains de ces premiers titres incluent Barney the Purple Dinosaur, Vegetarianism Is Anarchy, Barbed Rectal Thermometer et Pudenda.
Aaron Turner, ancien chanteur du groupe de post-metal Isis et fondateur du label Hydra Head Records, s'intéresse aux débuts de Botch. Il prône la reprise de la chanso nclessique O Fortuna de Carl Orff issue de l'EP The John Birch Conspiracy Theory. Turner contacte Botch et leur demande de contribuer à la compilation In These Black Days, composée de reprises de Black Sabbath. Botch enregistre alors une chanson, The Wizard, de l'album Black Sabbath. 
En 1999, Botch enregistre quelques démos live avec Matt Bayles pour leur deuxième album studio, et suite de American Nervoso. En novembre la même année sort l'album We Are the Romans. Leur second album est considéré comme étant une influence majeure pour les groupes de hardcore/mathcore/metalcore modernes tels que Converge ou Norma Jean.
Botch décide de dissoudre officiellement le groupe en 2002,. Des tensions entre Tim Latona et Dave Knudson seront à l'origine de la séparation. Le dernier concert de Botch à Seattle en versions CD et DVD, intitulé 061502 (pour le 15 juin 2002), est sorti le 5 décembre 2006 sur le label Hydra Head Records. Le label Hydra Head prévoit de sortir quatre nouvelles productions de Botch, notamment Unifying Themes Redux (une collection d'anciens morceaux au format 45 tours, des compilations, et autres raretés) et une nouvelle publication d'American Nervoso, que Botch et leur producteur, Matt Bayles, ont remixé pour une sortie début 2007. La revue Decibel Magazine fait entrer Botch dans son panthéon en novembre 2005.
En 2021, Botch signe avec le label Sargent House afin de continuer à exploiter le catalogue du groupe. 

## Membres
- Dave Verellen – chant
- Dave Knudson – guitare
- Tim Latona – batterie
- Brian Cook – basse

## Discographie
- 1997 : Unifying Themes of Sex Death and Religion
- 1999 : American Nervoso
- 2000 : We are the Romans
- 2002 : Anthology of Dead Ends